# ケイレブ・タンギタウ
ケイレブ・タンギタウ（Caleb Tangitau、2003年3月19日 - ）は、スーパーラグビー・パシフィック、ハイランダーズに所属するラグビーユニオン選手。

## プロフィール
- ニュージーランド・ノースショア出身[1]。
- ポジションはウィング(WTB)。
- 身長 188cm、体重 90kg

## 略歴
2022年、ラグビーワールドカップセブンズ2022の7人制ニュージーランド代表に選ばれて準優勝に貢献。同年、ブルーズに加入
2025年、ハイランダーズに加入。